# Філогенетична лінія
Філогенети́чна лі́нія (англ. phylogenetic lineage) або еволюці́йний родові́д (англ. evolutionary lineage) — це послідовність популяцій, організмів, клітин або генів у часі, яка з'єднана безперервною лінією походжень від предка до нащадка. Філогенетичні лінії є підмножинами філогенетичного дерева. Філогенетичні лінії часто визначаються методами молекулярної систематики.

## Представлення філогенетичних ліній
Філогенетичні лінії зазвичай візуалізуються як підмножини філогенетичного дерева. Філогенетична лінія є одинарною лінією походження або лінійним ланцюгом у дереві, тоді як клада є (зазвичай розгалужена) монофілетичною групою, що містить одного предка та всіх його нащадків. Філогенетичні дерева зазвичай ґрунтуються на даних про послідовності ДНК, РНК або білкові послідовності. Окремо від цього, морфологічні відмінності та подібності використовувались і використовуються для створення філогенетичних дерев. Послідовності від різних особин відбираються і їхню подібність кількісно визначають. Математичні процедури використовуються для групування індивідів за подібністю.
Подібно до того, як карта є масштабованим наближенням справжньої географії, філогенетичне дерево є наближенням справжніх повних еволюційних зв'язків. Наприклад, у повному філогенетичному дереві, вся клада тварин може бути згорнута до однієї гілки дерева. Проте, це просто обмеження показаного простору. Теоретично, може бути створено справжнє і цілісне дерево для всіх живих організмів або для будь-якої послідовності ДНК.